# Juan Genovés
Juan Genovés Candel (Valencia, 31 de mayo de 1930-Madrid, 15 de mayo de 2020) fue un pintor español cuya obra se considera símbolo de la defensa democrática durante la transición española.
Su obra ha sido reconocida en el ámbito nacional e internacional, formando parte de museos y exposiciones por todo el mundo. Durante la mayor parte de su carrera artística integró el elenco de artistas de la Galería Marlborough. Recibió la Mención de Honor de la XXXIII Bienal de Venecia (1966) y la Medalla de Oro al Mérito en las Bellas Artes, otorgada por el Ministerio de Cultura (2005).

## Biografía
Juan Genovés nació el 31 de mayo de 1930 en la calle Finlandia n.º 17, en el distrito de Exposición de la ciudad de Valencia. Pertenecía a una familia obrera cuyos padres, Juan Genovés Cubells y María Candel Muñoz, poseían contextos familiares diversos.-- Su madre provenía de una familia católica practicante y su padre pertenecía a una familia fuertemente vinculada a la izquierda progresista, trabajadores del gremio de la madera de U.G.T. Este contexto de activismo político formó su concepción vital y artística, pues a lo largo de su carrera esta inquietud se manifestó reiteradamente en su obra.
Los abruptos acontecimientos sociopolíticos que vivió España durante la época de su infancia, y que acabaron por desembocar en un duradero régimen dictatorial, marcaron la vida y obra del pintor. Sus primeras memorias y vivencias se desarrollaron durante la Guerra Civil en una Valencia bombardeada que fue uno de los escenarios principales de este conflicto armado.
Su primera aproximación formal a la pintura tuvo lugar en las clases nocturnas de la sección de Metalistería Artística de la Escuela de Peritos industriales. Al poco tiempo, se matriculó de manera precoz en la escuela de Bellas Artes de San Carlos. Pero el contexto y el hermetismo de la sociedad española de la época impedían el tránsito de ideas y vanguardias procedentes de otros territorios. Consecuentemente, Genovés se encontró una facultad anclada en el pasado, con profesores defensores del sorollismo y cerrados a todo lo relacionado con el arte moderno. Por el contrario, Genovés fue siempre crítico con su entorno y con la forma de entender el arte de sus profesores. Es así como comenzó a crear vínculos con un grupo reducido de jóvenes artistas plásticos, con los que creó el grupo Los Siete (1949-1954), quienes se oponen a las imposiciones académicas. Los Siete estaba formado junto a Juan Genovés por los siguientes artistas: Ángeles Ballester Garcés, Vicente Castellanos Giner, Vicente Fillol Roig, Vicente Gómez García, Ricardo Hueso de Brugada, Juan Bautista Llorens Riera, José Masiá Sellés Joaquín Michavila y Eusebio Sempere.
Entre 1957 y 1961 volvió a vincularse con otros artistas, esta vez con el Grupo Parpalló, movidos por el interés común de renovar el lenguaje plástico, que en un primer momento tendió hacia el informalismo, pero que pronto, cada uno de los componentes llevaron hacia diversos lugares y el grupo se disolvió. Genovés no encontraba su camino en el arte complaciente impulsado en la facultad, ni en propuestas como las de la agrupación El Paso, grupo vanguardista más reconocido en la España de posguerra debido a que su lenguaje abstracto parecía no interpelar a la dictadura franquista. Por lo que más adelante, funda el grupo Hondo (1960-1963) junto a quienes defendía una «nueva figuración» o «nuevo figurativismo». Este grupo concebía el trabajo pictórico como elemento estrechamente vinculado con la posición civil y política del artista. Sus obras se sumaban a las reivindicaciones sociales defensoras de los derechos civiles, negados por el régimen franquista.
En 1965 se produce un hecho paradigmático en su historia como pintor y en su relación con el régimen dictatorial, pues realizó una exposición individual en la Dirección General de Bellas Artes, actual Biblioteca Nacional en Madrid, entendida como una auténtica provocación a la dictadura, lo que hizo que el comisario, Pepe Escassi, perdiera su puesto oficial y que a Genovés no le volvieran a ofrecer una exposición individual en una institución pública hasta el año 1983. A pesar de ello, continuó formando parte de exposiciones en diferentes partes del mundo y en 1968 creó de manera clandestina la A.S.A.P. (Asociación de Artistas Plásticos). Paralelamente, se encerró con otros 80 artistas plásticos en el Museo del Prado como forma de protesta por la detención del crítico de arte Moreno Galván. También en esta época asistió al Congreso Mundial de la Paz como miembro de la delegación española en la clandestinidad, junto con Saura, Bardem y Fernando Arrabal.
A la muerte de Franco, y durante el periodo de la Transición española, Genovés participó en intervenciones muralistas reivindicativas, y como militante del Partido Comunista se mantuvo en la lucha antifascista junto a otros pintores, creando imágenes para ese partido todavía ilegalizado. Su estilo particular y la fuerza comunicativa de sus obras lo erigen como creador de algunas de las imágenes políticas más icónicas de ese periodo en la historia de España.
Con la llegada de la democracia, Genovés se alejó de la militancia de la manera en la que venía implicándose con anterioridad. El mismo autor reconoce un cambio en sus modos de acción social, cuando en una entrevista comentaba que ha transitado de la militancia política a la militancia cultural. De 1983 a 1995 formó parte de la nueva Junta del Círculo de Bellas Artes de Madrid. También, a principios de 1990 se crea la Asociación VEGAP (Visual, Entidad de Gestión de Artistas Plásticos) de cuya Junta Genovés formará parte y de la que desde el año 2007 al 2010 será presidente.
Al reconocimiento internacional, que continúa vigente, se le suma el reconocimiento institucional en España. Recibe el Premi de les Arts Plàstiques de la Comunitat Valenciana por el reconocimiento a su trayectoria profesional, la Medalla de Oro al mérito en las Bellas Artes y en 2010 el Premio Acció Cultural de Valencia.
Igualmente vigente continuó su lucha contra las injusticias, llegando a hacerse vegano.
Juan Genovés fallece el 15 de mayo del 2020 por causas naturales, permaneciendo activo hasta el final de sus días.
En su biografía autorizada Juan Genovés. Ciudadano y pintor, escrita por Mariano Navarro, Armando Montesinos, y Alicia Murría, acusaba de pederastia a Alfons Roig Izquierdo, sacerdote, crítico de arte y profesor, del que Genovés fue alumno: «Abusaba de todos los niños del barrio y en el colegio realizaba sesiones de "magreos" y "toqueteos" con nosotros.»

## Obra
A pesar de su educación artística formal, Genovés se alejó de la línea academicista desde muy temprano. Tras probar brevemente diferentes estilos, el pintor valenciano se dirige progresivamente hacia una pintura figurativa. Su trabajo comienza a definirse en los años sesenta, esto se debe a su original unión entre los motivos que representa y su manera de presentarlos. Utiliza un lenguaje con gran influencia fotográfica y fílmica, con reminiscencias del pop estadounidense, al servirse de técnicas como el aerosol, los tampones o plantillas, con la intención de producir imágenes que simulen el haber sido creadas por una máquina, de esta forma el mensaje artístico se encuentra en el conjunto de la obra, no solo en la huella del pincel. Es decir, se nutre del estilo de los medios de comunicación masivos y del arte pop,  en su modo de representar los objetos propios de la cultura de masas, pero a la vez se aleja de los motivos retratados por esta. Aquí surge la particularidad de su obra; la mezcla entre un lenguaje de comunicación de masas unido al dramatismo de una situación política y social. A Genovés le urgía atender a la convulsa realidad social y política, no solo en la que España estaba inmersa, sino a la que sufrían muchos otros países. Inscrito en un contexto nacional de dictadura, participante activo en huelgas y manifestaciones reprimidas por la dictadura, es testigo y recolector de imágenes de conflictos civiles que tienen lugar en Perú, Irlanda del Norte, Estados Unidos o Vietnam, entre otros. Vuelca en su obra toda esta estética del miedo y la represión, ofreciendo así una pintura de fácil acceso con temas socialmente comprometidos, alejada del informalismo imperante.
«Yo tenía la percepción de que el informalismo alejaba a la gente de la pintura. Esto me incomodaba. En cierto modo siempre he querido tener a la gente cerca. Siempre me ha preocupado convertirme en un pintor aislado en mi estudio y que mi trabajo no tuviera eco ni sintonía con los demás. La idea de que lo que yo hiciera, por bueno que fuera, solo interesase a cinco me resultaba, y me resulta, inconcebible, algo parecido a un suicidio. Siempre he querido estar cerca de la gente, siempre he buscado la comunicación.» Juan Genovés
Su continuo compromiso social por retratar a aquellas personas que luchaban contra la dictadura franquista, permite seguir el desarrollo histórico y las consecuencias de la represión a lo largo del segundo franquismo (1959-1975). Después de pasar por el grupo Hondo, propulsor de una neofiguración de carácter expresionista que a su vez tomaba procedimientos propios del informalismo, y a consecuencia de una amplia búsqueda expresiva, encuentra su estilo más personal, convirtiéndose en un artista fundamental de la vanguardia española de posguerra. Este cambio vincula el arte de Genovés a lo que se ha llamado realismo político. 

### Década de los 60

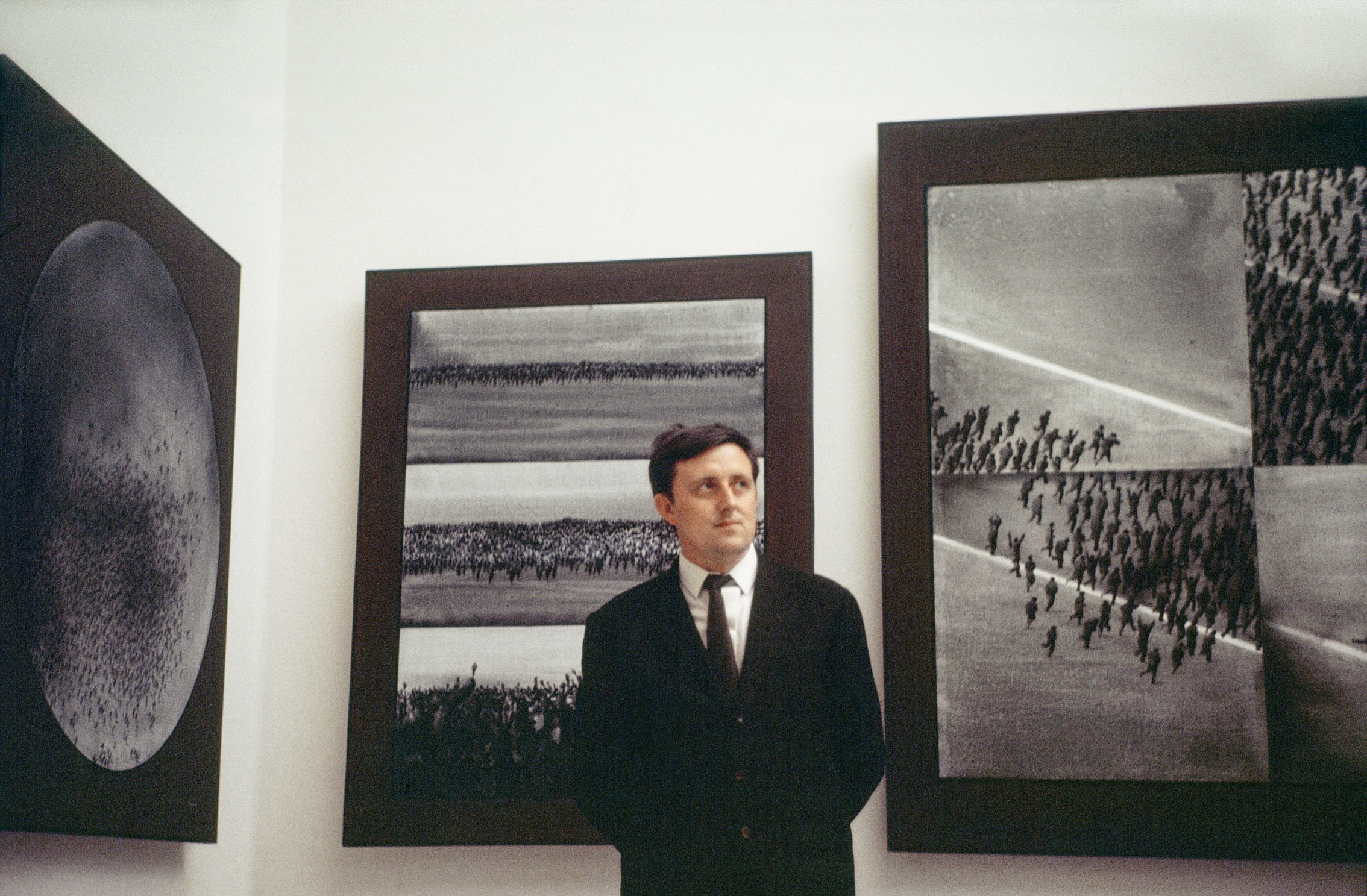
Juan Genovés en frente de su obra en 1966 cuando representó a España en la Bienal de Venecia

En esta primera etapa, y tras tres primeros años perteneciendo al grupo Hondo y prevaleciendo en su producción una nueva figuración donde destacaba la representación de grandes figuras humanas sin rostro, en ocasiones conformadas por telas que simulaban la anatomía humana, su obra se transforma a partir de 1964 y las formas humanas comienzan a multiplicarse y empequeñecerse, creando multitudes, conjuntos de individuos que cuentan historias de terror, de huida, de guerra. Su trabajo se concentra en el individuo y la multitud, algo que perdurará a lo largo de casi toda su producción. Muchas de sus imágenes simulan ser tomadas con un teleobjetivo desde la distancia, manifestando así esa deshumanización con la que la dictadura ejerce la opresión a la sociedad. También en esta década, participa en el Pabellón de España de la XXXIII Bienal de Venecia en la que obtiene la Mención de Honor del Jurado. Este evento se convierte en el comienzo de su extensa carrera internacional, al firmar un contrato de exclusividad con la Galería Marlborough que durará toda su vida. Su reconocimiento en el extranjero lo sume en una especie de doble vida hasta el final de la dictadura. Al mismo tiempo que expone en Europa, Latinoamérica y Estados Unidos su experiencia vital en España es de temor y represión. Obras como El objetivo, muestran esa inquietud a través de la representación de una masa huyendo, enfocada por una lente de largo alcance o por la mirada de un arma. En otras se sirve de elementos de la narración cinematográfica, como la secuencia, el lenguaje paralelo y la alternancia de planos. La utilización de tonos apagados, sepias o grises colabora con la emoción tensa y horrorosa que Genovés presenta. Aunque también crea cuadros como Uno, dos, siete, siete (1968), Tres círculos (1969) o La diana (1969) en los que entabla un diálogo con el arte pop en su faceta más popular, en cuanto a la disposición secuencial y a su vez, en cuanto a la utilización de colores vivos, a pesar de que nunca dejan de aportar a esa atmósfera de gravedad propia de su obra.
El estudio sobre la multitud comienza a desarrollarse en esta primera fase de su obra. Es importante señalar que sus multitudes, vistas generalmente desde una perspectiva cenital, se componen de individuos, no son una masa homogénea, sino que presenta una dualidad entre lo colectivo y lo individual. Contienen o sugieren binarios opuestos como la libertad y la alienación, la soledad y la comunidad, como la conformidad y la disconformidad, etc. Además, la masa está compuesta por personajes que son puntos, de esta manera, el autor juega con la atracción, repulsión y agrupamiento entre ellos.

### Década de los 70
En esta década se produce un cambio de perspectiva en su obra. Genovés aterriza la mirada presentando al receptor de su obra frente a las agresiones individualizadas. Los individuos, ahora de un tamaño mayor y con un tratamiento hiperrealista, se recortan sobre fondos blancos, figuras con tintas planas cuya finalidad es la comunicación directa, libre de florituras.
A esta época pertenece uno de los cuadros más populares de este autor, El abrazo (1976), de cuya imagen se sirve para la realización de un cartel que le había encargado la Junta Democrática de manera clandestina. Con él se pretendía reivindicar la amnistía de los presos políticos por la dictadura franquista. Esto le costará una detención de 7 días. A pesar de que la primera tirada fuera secuestrada por la policía, se consiguieron editar quinientos mil carteles que adquirieron gran popularidad, haciendo que la obra represente la reconciliación y desenlace al que se deseaba que llegara la sociedad española durante la transición democrática.

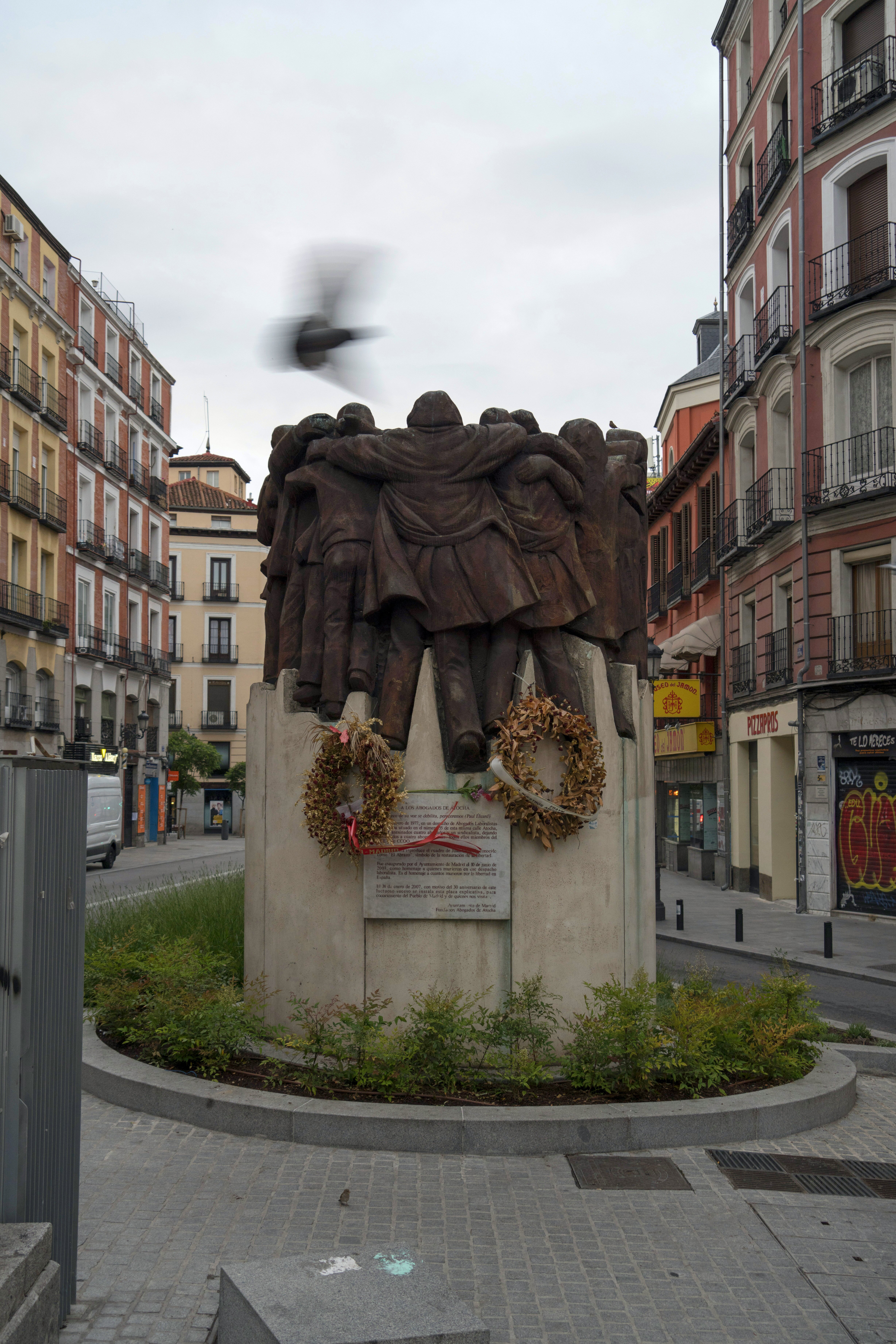
Versión escultórica (2003) de El abrazo (1976) en homenaje a los abogados asesinados de Atocha. Glorieta de Antón Martín, Madrid.

En 2003 se le pidió al pintor que versionara la obra con el fin de crear un monumento de bronce en homenaje a los abogados asesinados de Atocha, la cual se localiza hoy en la plaza madrileña de Antón Martín. Tras pasar por una colección privada norteamericana, la obra original volvió a España para formar parte del desaparecido Museo de Arte Contemporáneo de Madrid, más adelante, continuó su viaje entrando a formar parte de la colección del Museo de Arte Reina Sofía. Después de muchos años almacenada, surgió a la luz en 2016 cuando se expuso en la Sala Constitucional del Congreso de los Diputados donde estuvo hasta el 2018 cuando se incluyó en la exposición colectiva Poéticas de la democracia: Imágenes y contraimágenes de la Transición, en el Museo Reina Sofía. En la actualidad la obra se encuentra nuevamente almacenada.

### Década de los 80 y 90
Muestra del continuo diálogo entre la obra de Genovés y los acontecimientos históricos del país es la serie de Paisajes Urbanos que crea en la década de los ochenta. En 1981 tiene lugar el fallido golpe de Estado del 23 de febrero, que le supuso una profunda sensación de desasosiego respecto a la fragilidad del momento político y social. Las obras de esta serie están en su mayoría vacías de vida humana, representan nocturnas ciudades desiertas para expresar la desolación y angustia surgida del nuevo ambiente que se respiraba en el país. El pintor dota a esas calles casi vacías y a esos edificios solitarios de una gama cromática de grises, azules y ocres, aportándole mayor dramatismo al miedo que volvía a ocuparlo todo. En este momento las figuras pasan a un segundo plano y el escenario comienza a tener más relevancia que en el resto de su obra.
Los noventa es una época de mucha síntesis en la obra de Genovés,  reaparecen las multitudes, esta vez formadas por pequeñas figuras pintadas siempre en negros y grises, que al recibir la luz proyectan sombras alargadas, aportando la ilusión de relieve sobre espacios blancos, amplios y vacíos. Atravesando ese espacio aparecen destellos y formas de colores que en relación con las multitudes reflexionan sobre las tendencias del movimiento, de la libertad, de los límites del espacio. A veces, las formas de colores intensos podrían recordar a la onda expansiva de una explosión repeliendo a las figuras, otras, sin embargo, son atractivos puntos de luz o líneas que marcan la dirección.

### Años 2000
En estas dos últimas décadas, Genovés continúa trabajando con las figuras que se interrelacionan formando masas dispersas y agrupadas. En este sentido, su mirada se eleva para tomar perspectiva, traspasa situaciones locales y se dedica a observar las dinámicas contemporáneas en todo su conjunto. Por ello, se da un cambio en su obra, pues el entorno se encuentra en constante mutación. Aunando abstracción y figuración sus espacios y figuras se llenan de color y relieve, cada figura representada es diferente, se dirige hacia distintos lugares, reflejo de las sociedades contemporáneas. Ahora los individuos no solo huyen de la represión en una manifestación, sino que también se congregan en centros comercial, en playas, se ven impedidos por un gran muro fronterizo o simplemente están desorientados y no saben de dónde vienen o a dónde se dirigen. Un ejemplo de ello es Linde, en el que se presenta un lienzo dividido por una roja y abrupta línea, donde la multitud representa una tensión incómoda por sentirse atraída hacia ese franja, pero a su vez obedecer sumisamente y no cruzarla.  De este modo, observando el lienzo se puede palpar un poder represivo que cuestiona la existencia del libre albedrío.
Como el reconocido historiador del arte Francisco Calvo Serraller mencionó: "Todo Genovés está en el Genovés más reciente, excepto el factor de que el esteticismo de la imagen ofrece una mayor paradójica fuerza moral, porque dramatiza mejor la ausencia de refugio humano, intensifica lo absurdo, la desorientación, y hace la fragilidad más palpable y urgente".
En este último periodo, Genovés sigue contribuyendo a debatir sobre la realidad que le rodea, aportando una perspectiva, que como espectadores inscritos en la multitud resulta difícil vislumbrar. El contenido artístico y político-social de su obra es transmitido mediante la investigación del lenguaje pictórico, del movimiento estático de la imagen, el ritmo visual, y el uso del contraste fondo-figura.

### Colecciones y museos
- España

AENA, Madrid
Asamblea de Madrid
Centro Cultural Internacional Oscar Niemeyer, Avilés
Colección Amigos del Centro de Arte Reina Sofía, Madrid
Colección Argentaria, Madrid
Colección de Arte del Siglo XX, Alicante
Colección Bancaixa, Valencia
Colección La Caixa, Barcelona
Centro de Arte Hortensia Herrero, Valencia
Colección Caixa d`Estalvis, Valencia
Colección Caja Madrid, Madrid
Colección Caja Murcia
Colección Generalidad Valenciana, Valencia
Colección Iberdrola
Congreso de los Diputados, Madrid
Fundación Juan March, Madrid
Fundación Aena
Instituto Valenciano de Arte Moderno, Valencia (IVAM)
Instituto Cultural Juan Gil Albert, Alicante
Museo Municipal, Madrid
Museo de Bellas Artes de Álava
Museo de Bellas Artes de Valencia
Museo de Arte Contemporáneo de Vilafamés, Castellón
Museu d'Elx
Museo del Ayuntamiento de Valencia
Museo de Cuenca
Museo de Arte Contemporáneo de Ayllón, Segovia
Museo de Arte Contemporáneo de Cáceres
Museo de Arte Contemporáneo Patio Herreriano, Valladolid
Museo d`Art Contemporany dels Països Catalans, Bañolas
Museo de Arte Contemporáneo Unión Fenosa, La Coruña
Museo Nacional Centro de Arte Reina Sofía, Madrid
Museo de Santa Cruz, de Toledo
Museo Vasco de Arte Contemporáneo (Artium), Vitoria.
Palacio de la Moncloa, Madrid
Patrimonio Nacional del Estado español, Madrid
Fundación Caja de Granada
- Europa

Nationalgalerie, Staatlische Museen de Berlín
Neue Galerie der Stadt, Aquisgrán
Kulturministerium Badem-Württemberg, Stuttgart
Museum fur Moderne Kunst, Fráncfort del Meno
Museum Modern Kunst, Viena
Musée Royaux des Beaux-Arts de Belgique, Bruselas
Taidehalle Ateneum, Helsinki
Centre National d`Art Contemporain, París
Museum Boymans-van Beuningen, Róterdam
Sainsbury Centre for Visual Arts, Norwich
Galleria Nazionale d'Arte Moderna, Roma
Muzeum Lódz
Muzeum Narodowum, Wroclawiu
Collezione Thyssen-Bornemisza, Castagnola
- Norteamérica

Montreal Museum of Fine Arts
Arkansas Arts Center, MacArthur Park, Little Rock, Arkansas
Museum of Modern Art (MOMA), Nueva York
Guggenheim Museum, Nueva York
Chase Manhattan Bank, Nueva York
The Art Institute of Chicago
Hirshhorn Museum and Sculpture Garden, Washington
The Philips Industries Collection, Dayton, Ohio
Andrew Dixon White Museum, Ithaca
Minneapolis Institute of Arts (MIA)
Worcester Art Museum
The Nelson-Atkins Museum of Art, Misuri
Ohio University College of Fine Arts, Athens
Madison Art Center, Madison, Wisconsin
- América Latina

Museo de Arte Moderno de Río de Janeiro
Museo de la Solidaridad Salvador Allende, Santiago de Chile.
Museo de Arte Moderno de Bogotá
Museo Nacional de Bellas Artes de La Habana
Museo de Arte Moderno de México
Museo Rufino Tamayo, Ciudad de México
Museo de Arte Contemporáneo, Managua
Museo Itinerante
Museo de Bellas Artes de Caracas
- África

South African National Gallery, Ciudad del Cabo
Museo de Arte de Pretoria
Museo Internacional Arte Contemporáneo, Guinea
- Australia

Power Gallerie of Contemporary Art, Sídney
- Asia

The Israel Museum, Jerusalén
Museo de Arte, Nagasaki

### Obra Pública
- 2003: El abrazo. Plaza de Antón Martín. Ayuntamiento de Madrid.

## Premios
- 1950: Medalla de Oro, IX Exposición Arte Universitario, Valencia
- 1950: Primer Premio Nacional del SEU; Exposición Arte Universitario, Madrid
- 1951: Pensionado de 2 años de la Diputación Provincial de Valencia en la especialidad de <Figura>;
- Beca de Pintura (Paisaje) Residencia Oficial "El Paular" y Segovia; Escuela Superior de Bellas Artes de San Carlos de Valencia;
- 1953: Primer Premio de Pintura; X Exposición Nacional del Frente de Juventudes, Círculo de Bellas Artes, Madrid: Taller de ceramistas
- 1953: Medalla conmemorativa; seleccionado a partir de la II Bienal del Reino de Valencia para la Bienal Hispanoamericana; Instituto Iberoamericano de Valencia: Mercadillo
- 1954: Medalla de Plata; III Concurso Nacional de Pintura, Alicante
- 1955: Medalla de Plata; IV Concurso Nacional de Pintura Diputación Provincial de Alicante
- 1955: Primer Premio; Concurso "Norteamérica vista por pintores españoles", Casa Americana de Valencia: En cada puerto...
- 1955: Primer Premio; XV Salón del Círculo de Bellas Artes, Madrid
- 1956: Premio; II Bienal de Barcelona: Tiovivo (1953)
- 1966: Mención de Honor; XXXIII Bienal de Venecia
- 1967: Medalla de Oro; VI Biennale Internazionale d'Arte República San Marino, sección "L'immagine fotográfica": Agrupamiento
- 1968: Premio Internazionale Marzotto
- 1984: Premio Nacional de Artes Plásticas, Ministerio de Cultura de España
- 2001: Mejor Individual de Artista Extranjero en el año 2000 por "Secuencias y Sueños" presentada en el Museo de Arte Moderno; ADCA, Asociación Dominicana de Críticos de Arte, Inc.
- 2002: Artista Invitado a Premios Vadepeñas 2000; Centro Cultural Cecilio Miñoz. Fillol, Valdepeñas, Ciudad Real.
- 2002: Premio de las Artes Plásticas de la Generalidad Valenciana.
- 2005: Medalla de Oro al Mérito en las Bellas Artes, Ministerio de Cultura de España.
- 2016: Alta Distinción y Gran Cruz de la Orden de Jaime I el Conquistador de la Generalidad Valenciana.[36][37]